# Iablucine, Velîka Pîsarivka
Iablucine (în ucraineană Яблучне) este localitatea de reședință a comunei Iablucine din raionul Velîka Pîsarivka, regiunea Sumî, Ucraina.

## Demografie
Componența lingvistică a localității Iablucine
     Ucraineană (97%)
     Rusă (2,82%)
     Alte limbi (0,18%)
Conform recensământului din 2001, majoritatea populației localității Iablucine era vorbitoare de ucraineană (97%), existând în minoritate și vorbitori de rusă (2,82%).